# Ligand (biochemia)
Ligand – związek zdolny do swoistego wiązania się z receptorem. Ligandy będące nośnikami informacji zawierają w cząsteczce fragmenty odpowiedzialne za:
- rozpoznanie receptora
- konfigurację cząsteczki liganda
- wystąpienie odpowiedzi komórkowej
- redukcję szybkości rozkładu liganda[1].

## Podział ligandów[1]
- antagonisty
- agonisty